# Hans Beck
Hans Beck   (Kongsberg, 25 d'abril de 1911 - Oslo, 11 d'abril de 1996) va ser un saltador amb esquís noruec que va competir durant la dècada de 1930.
Gràcies a la victòria al Trofeu de Holmenkollen de 1931 fou convocat per participar en els Jocs Olímpics de 1932 a Lake Placid. En ells guanyà la medalla de plata en la prova de salt amb esquís, rere el seu compatriota Birger Ruud. El 1935 tornà a guanyar el Trofeu de Holmenkollen i el 1936 es proclamà subcampió nacional.